# Darlingia darlingiana
Darlingia darlingiana là một loài thực vật có hoa trong họ Quắn hoa. Loài này được (F.Muell.) L.A.S.Johnson miêu tả khoa học đầu tiên năm 1962.